# 迭戈德尔卡尔皮奥
迭戈德尔卡尔皮奥，是西班牙卡斯蒂利亚-莱昂阿维拉省的一个市镇。总面积34平方公里，总人口273人（2001年），人口密度8人/平方公里。